# Mars Attacks!
Mars Attacks! è un film del 1996 diretto da Tim Burton.
La pellicola è una commedia nera con toni macabri che omaggia la fantascienza (soprattutto film di serie B) tipica degli anni cinquanta. La storia, l'ambientazione e la fisionomia degli alieni sono basate su una vecchia celebre serie di figurine, in omaggio con un tipo di caramelle in voga negli anni sessanta. Il film presenta un cast ricchissimo, con numerosi camei e apparizioni speciali: Jack Nicholson (due personaggi), Glenn Close, Michael J. Fox, Annette Bening, Danny DeVito, Tom Jones, Jack Black, Pierce Brosnan, Sarah Jessica Parker, Natalie Portman, Pam Grier, Martin Short, Rod Steiger, Lukas Haas, Jim Brown, Lisa Marie, e Sylvia Sidney.
Il film è largamente basato sugli effetti speciali. Inizialmente i marziani dovevano essere animati con la tecnica dello stop motion, ma la produzione decise per la computer grafica e il progetto passò da Barry Purves alla Industrial Light & Magic di George Lucas. La colonna sonora è interamente di Danny Elfman, tranne la musica utilizzata come arma contro i marziani, una reinterpretazione del cantante country Slim Whitman del brano Indian Love Call. È uscito negli Stati Uniti il 13 dicembre 1996, mentre in Italia il 7 marzo 1997.
Nonostante abbia ricevuto recensioni miste e modesti incassi all'epoca della sua uscita nei cinema, il film è stato notevolmente rivalutato e riapprezzato nel corso degli anni ed è oggi considerato un film di culto.

## Trama
In una fattoria, due contadini sentono un fortissimo odore di barbecue, ma pochi secondi dopo vedono sfrecciare lungo la strada una mandria di mucche infuocate. I contadini hanno allora un incontro ravvicinato con un UFO, che decolla da dietro la fattoria per poi dirigersi verso Marte. Da qui, migliaia di dischi volanti decollano dal sottosuolo e raggiungono la Terra circondandola. Quando vengono avvistati dai radar americani, lo staff del presidente Jim Dale considera l'opinione dei vertici militari, che sarebbero per la guerra, e quella degli scienziati, favorevoli a un contatto pacifico. Il presidente, per opportunismo politico, sceglie infine la via della moderazione. Per stabilire il primo contatto viene organizzato un comitato di accoglienza a Pahrump, Nevada.
La vicenda viene seguita non solo dalle "alte sfere", ma anche da gente comune: il giovane fornaio di Pahrump Richie Norris, sminuito dai suoi genitori, che gli preferiscono il fratello maggiore Billy a causa della sua vocazione militare — il ragazzo però è sorretto dall'affetto dell'anziana nonna, affetta da demenza e ricoverata in una casa di riposo locale; l’ex pugile Byron Williams, che accetta un lavoro umiliante e sottopagato pur di riunirsi con l'amata moglie Louise e i suoi due figli, che non vogliono più vederlo fare il gangster drogato; Art Land, il titolare di un casinò, dove rabbonisce la moglie alcolizzata invitandola a giocare d'azzardo, mentre continua a proporre a Byron "lavoretti" nella malavita; il telegiornalista della "GNN" Jason Stone, innamorato della collega Nathalie Lake.
Durante un'intervista di quest'ultima con il professor Donald Kessler, le trasmissioni vengono interrotte e in TV compare un marziano vestito di rosso, che pronuncia stranissimi versi per poi fare un simbolo di un cerchio con la mano. Il traduttore universale del professor Kessler non produce risultati convincenti, pertanto il presidente Dale decide di invitare i marziani sulla Terra, ma dispone l'esercito intorno al luogo dell'atterraggio, dove intanto migliaia di persone provenienti da tutti gli Stati Uniti sono accorse per assistere al loro arrivo.
Sotto gli occhi della folla e degli americani che stanno seguendo la diretta in televisione, finalmente arriva l'atteso disco volante: esce per primo il marziano in veste rossa, che si presenta come l'ambasciatore di Marte, seguito da una truppa marziana. Egli diffonde un messaggio di pace tramite il traduttore del prof. Kessler, ma alla vista di una colomba liberata da un hippy carbonizzano l'uccello e il generale Casey, causando il panico nella popolazione che fugge terrorizzata, sparando ai presenti con le loro pistole e fucili laser. Nel conflitto che segue, perdono la vita anche il giornalista Jason e il fratello di Richie, Billy. I Marziani si rivelano creature malvagie e bellicose che deridono il modo di vivere umano con feroce ironia; al termine dell'assalto, gli alieni portano con sé Nathalie, la sua borsa, il suo cane, la colomba e la mano di Jason, sui quali condurranno crudeli quanto comici esperimenti.
Il presidente si fa convincere dagli scienziati che ci sia stato un "fraintendimento culturale" e cerca di negoziare con i Marziani. Invitati al Congresso degli Stati Uniti, gli alieni massacrano la maggior parte dei membri del Congresso e rapiscono il professor Kessler. Il generale Decker interviene sparando agli alieni ma i colpi si rivelano inefficaci. Nel disco volante, intanto, il professor Kessler e Nathalie vengono sottoposti a diversi esperimenti: la testa del primo viene lasciata appesa a un cavo dove può alimentarsi e parlare, quella della seconda viene attaccata al corpo del suo cane, mentre viceversa la testa del cane viene attaccata al corpo di Nathalie.
Per eliminare il presidente, i Marziani inviano una loro agente travestita da femme fatale per infiltrarsi nella Casa Bianca e uccidere il presidente. La Marziana, riuscita a entrare grazie al suo look sensuale, uccide prima il lascivo segretario Jerry Ross staccandogli il dito con un morso per poi colpirlo con una statua d'oro, poi si intrufola nella camera da letto del presidente e della first lady: il cane del presidente abbaia distogliendo quindi l'alieno dall'obbiettivo, che subito lo disintegra, ma nel contempo, il presidente e la moglie riescono a darsi alla fuga, anche se nella colluttazione che ne segue la donna resterà uccisa dal distacco del lampadario "di Nancy Reagan" dal soffitto che le crollerà addosso. L’alieno verrà poi messo ko dopo essersi distratto per uccidere un pappagallo. Infuriato, l'imperatore di Marte ordina l'invasione della Terra. Immense armature robotiche sorvolano i cieli di tutto il mondo seminando caos, morte e devastazione: vengono distrutti in modo plateale il Big Ben, la Torre Eiffel, il Taj Mahal, la Piramide di Cheope, il Monumento a Washington, Las Vegas e, in modo irriverente, i Moai dell'Isola di Pasqua. Le effigi dei presidenti del Monte Rushmore vengono riscolpite al laser in volti marziani.
Vedendo le armate marziane devastare il pianeta, il presidente si convince della loro immensa crudeltà. Dopo la morte della moglie Marsha, questi si lascia convincere dal generale Decker ad ottenere finalmente il via libera all'impiego dell'arsenale nucleare: viene lanciato così un potente missile atomico che gli alieni neutralizzano con un'esilarante controarma a trombetta. Improvvisamente gli invasori irrompono nel quartier generale: il presidente americano fa un ultimo disperato tentativo per convincerli a convivere insieme pacificamente, ma verrà ucciso a tradimento dai marziani, infilzato dall'asta della loro bandiera.
L’armata aliena intanto continua a seminare morte e devastazione. Mentre Richie corre a salvare sua nonna dall’assalto dei marziani, scopre casualmente il loro punto debole: la frequenza tonale della musica country, che fa loro esplodere la testa. Utilizzando la canzone preferita della nonna (Indian Love Call cantata da Slim Whitman), il suono viene irradiato ovunque: gli invasori marziani vengono così rapidamente e definitivamente annientati. Le teste dissezionate di Kessler e di Nathalie, che durante l'invasione dei Marziani si sono innamorati, riescono a scambiarsi un bacio prima che il disco volante su cui si trovano affondi in mare.
Tra le rovine del Campidoglio di Washington, Richie e sua nonna sono decorati con la Medaglia d'Onore conferita dalla figlia adolescente del presidente, Taffie, mentre Byron ritrova la famiglia dopo avere lottato e sconfitto gli invasori nel Nevada. La conclusione è sulle note di It's Not Unusual cantata dallo stesso Tom Jones, sopravvissuto all'invasione marziana, in uno scenario idilliaco fatto di nuova purezza, natura e animali selvatici.

## Accoglienza

### Incassi
Costato circa 70 milioni di dollari, ne ha incassato solo la metà in patria, mentre grazie ai risultati conseguiti all'estero gli incassi totali sono stati di 101.381.017 dollari. Un moderato successo commerciale che classificò il film nell'anno della sua uscita a un non esaltante 39º posto nella classifica degli incassi nazionali. In termini di confronto, il film fu oscurato dal blockbuster Independence Day, uscito nello stesso anno.

### Critica
Mars Attacks! ha ottenuto risposte contrastanti da parte della critica. Su Rotten Tomatoes ha una percentuale di gradimento del 56% basato su 87 recensioni, con un voto medio di 6 su 10. Il consenso critico cita: "La parodia dell'invasione aliena di Tim Burton ricrea fedelmente i personaggi di legno e la storia goffa dei film di fantascienza degli anni '50 e di Ed Wood, forse un po' troppo fedelmente per il pubblico." Su Metacritic ha un punteggio medio di 52 su 100 basato su 19 recensioni.
Roger Ebert ha osservato gli omaggi ai film di serie B di fantascienza degli anni '50. Kenneth Turan del Los Angeles Times ha scritto che "Mars Attacks! è tutto cinismo e incredulità degli anni '90, deridendo le convenzioni che Independence Day prende sul serio. Sembra tutto abbastanza intelligente, ma in verità Mars Attacks! non è così divertente come dovrebbe essere. Pochi dei suoi numerosi attori lasciano un'impressione duratura e il cuore e l'anima di Burton non sono nell'umorismo". Desson Thomson del Washington Post ha dichiarato: "Mars Attacks! evoca molti classici di fantascienza, ma non fa molto al di là di quell'esercizio superficiale. Con ad eccezione delle sbalorditive gag (forse non mi riprenderò mai dalla testa di Sarah Jessica Parker sul corpo di un chihuahua), la commedia è un materiale pedone sviluppato a metà e la battaglia culminante tra terrestri e marziani è noiosa e sovraesposta."
Richard Schickel della rivista Time ha dato una recensione positiva, scrivendo "Devi ammirare la faccia tosta di tutti: l'ampiezza dei riferimenti cinematografici di Burton, che vanno da Kurosawa a Kubrick; e soprattutto il loro rifiuto di offrirci un solo personaggio simpatico. Forse non creano abbastanza terrestri divertenti, ma un film di grosso budget completamente meschino è sempre una rarità preziosa." Jonathan Rosenbaum del Chicago Reader ha elogiato l'umorismo surreale e la commedia nera, che ha trovato essere nella vena di Il dottor Stranamore e Gremlins. Ha detto che era tutt'altro che chiaro se il film fosse una satira, anche se i critici lo descrivevano come tale. Todd McCarthy di Variety ha chiamato Mars Attacks! "una commedia di fantascienza cult interpretata come un'elaborata stravaganza da studio all-star."

## Riconoscimenti
- 1997 - Saturn Award
  - Miglior colonna sonora (Danny Elfman)
  - Nomination Miglior film di fantascienza
  - Nomination Miglior attore emergente (Lukas Haas)
  - Nomination Miglior regia (Tim Burton)
  - Nomination Miglior sceneggiatura (Jonathan Gems)
  - Nomination Miglior costumi (Colleen Atwood)
  - Nomination Migliori effetti speciali (Jim Mitchell, Michael L. Fink, David Andrews (effettista), Michael Lantieri)
- 1997 - Art Directors Guild
  - Nomination Premio Eccellenza nella Scenografia di un Lungometraggio (Wynn Thomas, James Hegedus, John Dexter, Jann K. Engel, Richard Fernandez)
- 1996 - Awards Circuit Community Awards
  - Nomination Migliori effetti speciali
- 1995 - California on Location Awards
  - Professionista per le Location dell'Anno (Kokayi Ampah)
- 1997 - Premio Hugo
  - Nomination Miglior rappresentazione drammatica (Tim Burton)
- 1997 - MTV Movie Awards
  - Nomination Miglior combattimento (Jim Brown con i marziani)
- 1997 - Online Film & Television Association
  - Nomination Miglior film fantasy/horror
  - Nomination Migliore attrice in un film fantasy/horror (Glenn Close)
- 1997 - Satellite Award
  - Nomination Miglior film d'animazione o a tecnica mista
  - Nomination Miglior attore in un film commedia o musicale (Jack Nicholson)
  - Nomination Miglior colonna sonora originale (Danny Elfman)
  - Nomination Migliori effetti visivi (Jim Mitchell, Michael L. Fink, David Andrews)

## Citazioni e riferimenti

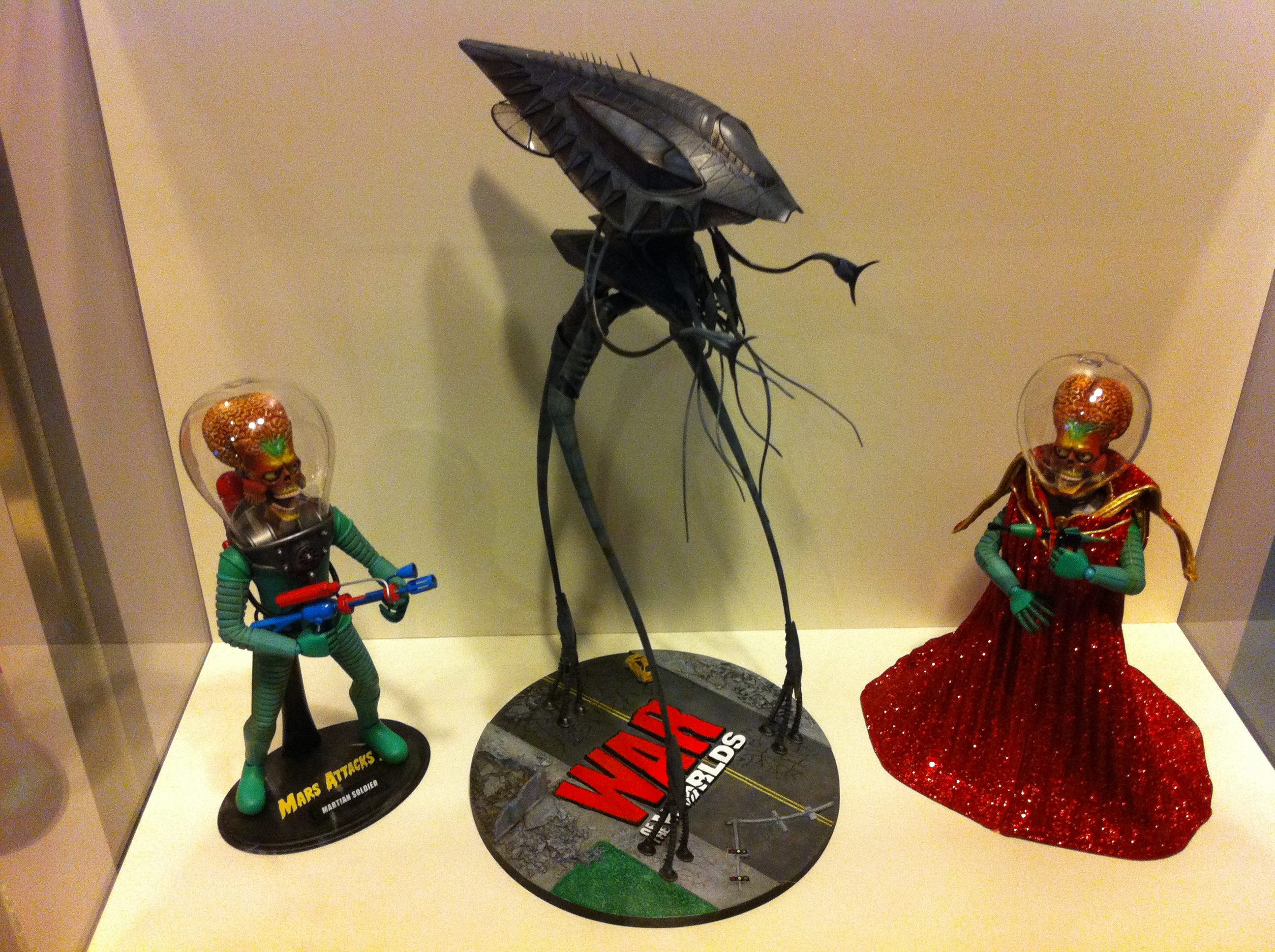
Action figure dedicate ai marziani del film. Si noti al centro il modello alieno usato nel film La guerra dei mondi

- L'aspetto degli alieni è ispirato a una serie di figurine di science fiction pubblicate nel 1962 negli Stati Uniti. Le figurine illustravano la storia dell'invasione della Terra da parte di una popolazione aliena ostile e crudele. Erano anche mostrati i bizzarri metodi di attacco, tortura e massacro utilizzati dai marziani. Le figurine diventarono molto popolari fra i ragazzini dell'epoca, ma il contenuto esplicitamente violento e i riferimenti sessuali contenuti in esse portarono la compagnia distributrice a fermarne la produzione a causa delle molteplici proteste ricevute dalle associazioni dei genitori. Parimenti, gli alieni ritratti nelle figurine erano, a loro volta, palesemente ispirati ai mutanti allevati dal popolo dei metaluniani nel famoso film Cittadino dello spazio del 1955. Il loro volto (come quello di vari alieni malvagi ritratti nelle riviste pulp dell'epoca d'oro della fantascienza) ricorda l'aspetto di un cranio umano, con un enorme cervello. Hanno una tuta spaziale verde con delle bombole piene di azoto retrostanti e un enorme casco per respirare; inoltre l'ambasciatore marziano indossa, sopra la tuta, un brillante mantello rosso; il soprabito dell'imperatore invece è blu-violaceo.
- La sala all'interno della Casa Bianca dove il Presidente prende le decisioni più importanti riguardo all'invasione dei marziani ricorda, per certi versi, la War Room ("stanza dei bottoni") nel capolavoro di Stanley Kubrick Il Dottor Stranamore. Va ricordato che nella realtà non esiste alcuna War Room all'interno della Casa Bianca. Il design delle navi marziane è basato al film La Terra contro i dischi volanti, del 1956.
- I marziani che cuciono la testa di Natalie al corpo del suo cagnolino è un omaggio a Terrore dallo spazio profondo (1978), film in cui appare l'ultracorpo mutante di un cane con la testa del padrone.
- La tecnica di jamming per uccidere i marziani curiosamente ne ricorda una adoperata durante la Seconda guerra mondiale in Finlandia, dove la canzone popolare tradizionale Säkkijärven polkka fu utilizzata per localizzare e far brillare una decina di mine sovietiche.[13]
- Il punto debole dei marziani che si rivela essere una canzone è simile al punto debole dei pomodori ne L'attacco dei pomodori assassini (1978).
- L'imperatore marziano guarda dalla sua schermata una scena del film Godzilla contro Biollante prima di "cambiare canale" sulla serie televisiva Hazzard.